# Fort W Twierdzy Warszawa

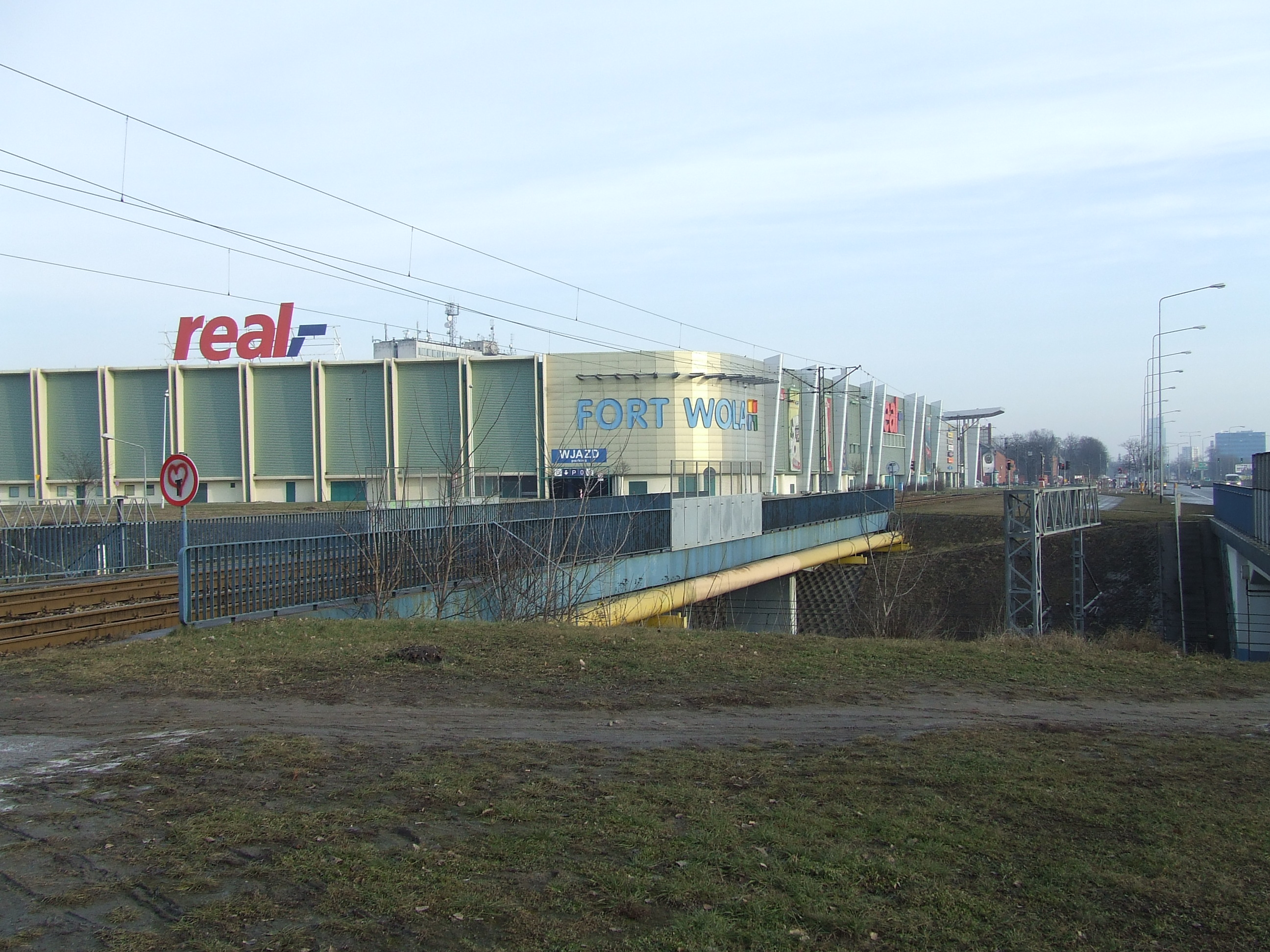
Dawne centrum handlowe Fort Wola na esplanadzie fortu, w głębi budynek biurowy PZL Wola na skraju dawnego fortu (2008)

Fort W, także fort Wola – nieistniejący fort pierścienia wewnętrznego Twierdzy Warszawa, wybudowany w latach osiemdziesiątych XIX wieku. Znajdował się w obecnej dzielnicy Wola w Warszawie.

## Opis
Fort W był typowym umocnieniem ceglano-ziemnym o narysie regularnego pięciokąta z dwoma czołami. W latach dziewięćdziesiątych XIX wieku, w ramach modernizacji twierdzy, został przeznaczony na cele magazynowe. W ramach likwidacji twierdzy po 1909 roku fort został częściowo rozebrany. Dalsza destrukcja fortu nastąpiła w 1916 roku, kiedy to niemieckie władze okupacyjne zezwoliły na jego na rozbiórkę (cegłę z rozbiórki wykorzystano m.in. do budowy muru pobliskiego cmentarza Wolskiego).
W okresie międzywojennym znajdowały się tam koszary 3 Batalionu Pancernego oraz oficerska i podoficerska szkoła wojsk samochodowych.
Według źródeł, w 1945 istniały już tylko niewyraźne ślady w terenie (m.in. resztki fosy). Ostatecznie na początku lat 50. XX wieku teren fortu został przeznaczony pod budowę Zakładów Mechanicznych „Wola". W 1997 roku uznano, że fort uległ całkowitemu zniszczeniu.
Teren pomiędzy ul. Człuchowską a północno-zachodnim skrajem cmentarza Wolskiego to miejsce, w którym znajdował się fort, natomiast centrum handlowe Fort Wola mimo swej nazwy znajduje się dalej, w kierunku południowym przy ul. Połczyńskiej na esplanadzie fortu. Miejsce to upamiętnia także nazwa ulicy: Fort Wola.